# 리사 로시서로
리사 로시서로(Lisa LoCicero, 1970년 4월 18일 ~ )는 미국의 배우이다.

## 출연 작품
- 지구침략:기계들의 반란 (2006)
- 르노 911! (2003)
- 원 라이프 투 리브 (1968)